# Sumidouro
Sumidouro är en kommun i Brasilien.   Den ligger i delstaten Rio de Janeiro, i den sydöstra delen av landet, 900 km sydost om huvudstaden Brasília. Antalet invånare är 14 920.
Omgivningarna runt Sumidouro är huvudsakligen savann. Runt Sumidouro är det ganska glesbefolkat, med 36 invånare per kvadratkilometer.